# 24 до н. е.

## Події
- 24 — Консули: Імператор Цезар Август (9-й раз) та Гай Норбан Флакк.
- Бл. 24 — Августом заснована Августа Преторія (Аоста, північно-західна Італія).
- Августом засноване місто Нікополь Єгипетський.
- 25—24 до н. е. — подорож Страбона до Єгипту.
- Римлянами заснована Сарагоса, названа «Colonia Caesaraugusta».

## Народились
- Марк Юній Сілан Торкват (за іншими даними: 15 рік до н. е.) — політичний діяч ранньої Римської імперії.
- Публій Петроній — державний діяч часів ранньої Римської імперії.